# Gaidropsarus vulgaris
A Gaidropsarus vulgaris a csontos halak (Osteichthyes) főosztályának a sugarasúszójú halak (Actinopterygii) osztályába, ezen belül a tőkehalalakúak (Gadiformes) rendjébe és a Lotidae családjába tartozó faj.

## Előfordulása
A Gaidropsarus vulgaris elterjedési területe az Atlanti-óceán északkeleti része, Norvégiától Feröerig, dél felé pedig az Északi-tengeren és a Brit-szigeteken keresztül a Gibraltári-szorosig. További állományai vannak a Földközi-tenger nyugati és északi részein is. Izland vizeiben is észrevették.

## Megjelenése
Általában 25 centiméter hosszú, de akár 60 centiméteresre is megnőhet. Az első hátúszó első sugarát, több kisméretű, húsos szál követ. Színezete a szürkéstől a világosig változik. Fején és testén nagy csokoládészínű foltok láthatók. Élőhelyének nyugati részén, a déli állományban több sötét folt van, mint az északi állományban. Az alsó ajkán egy, a pofáján pedig két tapogatószál van.

## Életmódja
A Gaidropsarus vulgaris mérsékelt övi, tengeri hal, amely 20-120 méteres mélységekben tartózkodik. Nem vándorol. A kavicsos, homokos és törmelékes tengerfenéket kedveli. Tápláléka krill, rákok, ászkarákok, soksertéjűek, puhatestűek és kisebb halak.

## Szaporodása
A Földközi-tengerben tavasszal és nyáron ívik. Az ikrák és lárvák szabadon úsznak a nyílt tengeren.

## Felhasználása
Ezt a halat, csak kismértékben halásszák.